# Pygeretmus pumilio
Pygeretmus pumilio là một loài động vật có vú trong họ Dipodidae, bộ Gặm nhấm. Loài này được Kerr mô tả năm 1792.